# Dollman vs. Demonic Toys
Dollman vs. Demonic Toys (titlu original: Dollman vs. Demonic Toys, alt titlu Dollman vs. the Demonic Toys) este un film american de groază din 1993 regizat de Charles Band. Rolurile principale au fost interpretate de actorii Tim Thomerson, Tracy Scoggins și Melissa Behr. Este o continuare a trei filme Full Moon Features: Dollman, Demonic Toys și Bad Channels.

## Distribuție
- Tim Thomerson - Brick Bardo
- Tracy Scoggins - Judith Grey
- Melissa Behr - Nurse Ginger
- Phillip Brock - Collins
- Phil Fondacaro - Ray Vernon
- R.C. Bates - Bum
- Willie C. Carpenter - Police Officer
- Peter Chen - Cab Driver

### Voci
- Frank Welker - Baby Oopsie Daisy
- 'Evil' Ted Smith - Zombietoid
- Tim Dornberg - Jack Attack
- Brigitte Lynn - Mr. Static